# 河南道
河南道，为唐朝的一个道，相當於現在的山東省，河南省全境，江蘇省北部和安徽省北部。
唐朝時的行政區劃，轄下有一府、二十九州，共一百二十六縣。1府29州分别为：河南府、虢州、陕州、汝州、郑州、滑州、汴州、许州、陈州、蔡州、潁州、亳州、宋州、徐州、泗州、宿州、海州、濮州、曹州、登州、莱州、密州、青州、沂州、兖州、淄州、齐州、郓州、棣州、濠州。

## 府

### 河南府
河南府，本來稱為洛州，於開元元年（713）升格為府。五嶽之一中嶽—嵩山位於其登封縣。少林寺也是建於此處。
行政範圍為現在河南省洛陽市全境（不包含汝陽縣、欒川縣），濟源市，鄭州市西部（鞏義市、登封市、新密市）、三門峽市轄內的澠池縣、義馬市和許昌市轄內的禹州市。
轄下有二十個縣，分別是河南縣、洛陽縣、偃師縣、鞏縣、緱氐縣、陽城縣、登封縣、陸渾縣、伊闕縣、新安縣、澠池縣、福昌縣、長水縣、永寧縣、壽安縣、密縣、河清縣、穎陽縣、伊陽縣和王屋縣。

## 州

### 虢州
虢州，隋朝義寧元年（617）所置。唐朝關中地區潼關以東，潼關在其與華州接壤處，所以是交通及戰略要地。是河南道最西部。
行政範圍為現在河南省三門峽市轄內的盧氏縣、靈寶市大部分〖函谷關鎮、大王鎮、陽店鎮除外〗和洛陽市轄內的欒川縣。
轄下有六個縣，分別是弘農縣、閿鄉縣、湖城縣、朱陽縣、玉城縣和盧氏縣。

### 陝州
陝州，隋朝義寧元年（617）所置，唐朝武德元年（618）改名為陝州。
行政範圍為現在河南省三門峽市轄內的湖濱區、陝縣和靈寶市東北部（函谷關鎮、大王鎮、陽店鎮）、山西省運城市南部（夏縣、芮城縣、平陸縣）
轄下有六個縣，分別是陝縣、靈寶縣、夏縣、芮城縣、平陸縣和峽石縣。

### 汝州
汝州，貞觀八年（634）從伊州改名。
行政範圍為現在河南省平頂山市全境、洛陽市轄內汝陽縣
轄下有七個縣，分別是梁縣、郟城縣、葉縣、襄城縣、龍興縣、臨汝縣和黃縣。

### 鄭州
鄭州，唐朝武德四年（621）所置。
行政範圍為現在河南省鄭州市東部（包含市區、滎陽市、新鄭市、中牟縣）和新鄉市的原陽縣
轄下有七個縣，分別是管城縣、滎陽縣、滎澤縣、原武縣、陽武縣、新鄭縣和中牟縣。

### 滑州
滑州，隋朝初期所置。
行政範圍為現在河南省安陽市轄內的滑縣、新鄉市以南的延津縣和長垣縣。
轄下有七個縣，分別是白馬縣、衛南縣、匡城縣、長垣縣、韋城縣、胙城縣和酸棗縣。

### 汴州
汴州，唐朝武德四年（621）從鄭州及滑州分出所置。
行政範圍為現在河南省開封市全境、新鄉市南部的封丘縣。
轄下有六個縣，分別是浚儀縣、開封縣、尉氏縣、封丘縣、雍丘縣和陳留縣。

### 許州
許州。
行政範圍為現在河南省許昌市大部（除了禹州市以外）、漯河市轄下的臨潁縣和舞陽縣、周口市的扶溝縣。
轄下有九個縣，分別是長社縣、長葛縣、陽翟縣、許昌縣、鄢陵縣、扶溝縣、臨穎縣、舞陽縣和郾城縣。

### 陳州
陳州。
行政範圍為現在河南省周口市大部（除了鹿邑縣、鄲城縣、扶溝縣以外）
轄下有六個縣，分別是宛丘縣、太康縣、項城縣、殷水縣、南頓縣和西華縣。

### 蔡州
蔡州，原本稱為豫州，於寶應元年（762）改名為蔡州。
行政範圍為現在河南省漯河市市區、駐馬店市大部（除了泌陽縣以外）、信陽市所轄的淮濱縣和息縣。
轄下有十個縣，分別是汝陽縣、朗山縣、遂平縣、上蔡縣、新蔡縣、褒信縣、新息縣、真陽縣、平輿縣和西平縣。

### 宋州
宋州。
行政範圍為現在河南省商丘市大部（除永城市、民權縣以外）、山東省菏澤市的曹縣和單縣、安徽省宿州市的碭山縣。
轄下有十個縣，分別是宋城縣、襄邑縣、寧陵縣、下邑縣、谷熟縣、楚丘縣、柘城縣、碭山縣、單父縣和虞城縣。

### 潁州
潁州，原本稱為信州，武德四年（621）所置，於武德六年（623）改名潁州。
行政範圍為現在安徽省阜陽市和淮南市北部的鳳台縣。
轄下有四個縣，分別是汝陰縣、潁上縣、下蔡縣和沈丘縣。

### 亳州
亳州，原本稱為譙州，於貞觀八年（634）改名為亳州。
行政範圍為現在安徽省亳州市全境、河南省周口市東部（鹿邑縣、鄲城縣）及河南省商丘市南部的永城市。
轄下有七個縣，分別是譙縣、酇縣、城父縣、鹿邑縣、真源縣、永城縣和蒙城縣。

### 宿州
宿州，元和四年（809）徐州南部二縣與泗州西南部一縣合併為宿州，大和三年（829）廢止但於大和七年（833）回復建置。
安徽省宿州市所轄的埇橋區和靈璧縣、淮北市全境、蚌埠市的淮上區、懷遠縣、固鎮縣、五河縣、宿州市的泗縣；
轄下有四個縣，分別是符离縣、虹縣、蘄縣和臨渙縣。

### 濠州
濠州，本來稱為豪州，在元和三年（808）改名為濠州。
行政範圍為現在安徽省滁州市西部的鳳陽縣、定遠縣、明光市、蚌埠市的市區。
轄下有三個縣，分別是鐘離縣、定遠縣和招義縣。

### 徐州
徐州。
行政範圍為現在江蘇省徐州市全境、宿遷市大部分（除沭陽縣以外）；山東省棗庄市滕州市、臨沂市的郯城縣；安徽省宿州市蕭縣。
轄下有七個縣，分別是彭城縣、蕭縣、豐縣、沛縣、滕縣、宿遷縣和下邳縣。

### 泗州
泗州。
行政範圍為現在江蘇省淮安市的淮陰區、盱眙縣、漣水縣、連雲港市灌南縣。
轄下有四個縣，分別是臨淮縣、漣水縣、盱眙縣和徐城縣。

### 海州
海州。
行政範圍為現在江蘇省連雲港市大部（除灌南縣以外）和宿遷市沭陽縣。
轄下有四個縣，分別是朐山縣、東海縣、沭陽縣和懐仁縣。

### 濮州
濮州，武德四年（621）所置。
行政範圍為現在河南省濮陽市濮陽縣、范縣；山東省菏澤市鄄城縣。
轄下有五個縣，分別是鄄城縣、濮陽縣、范縣、雷澤縣和臨濮縣。

### 曹州
曹州。
行政範圍為現在山東省菏澤市轄下的牡丹區、定陶縣、成武縣、東明縣；河南省商丘市民權縣。
轄下有六個縣，分別是濟陰縣、考城縣、宛句縣、南華縣、乘氏縣和成武縣。

### 沂州
沂州。
行政範圍為現在山東省臨沂市轄下的大部分（包含蒼山縣、沂水縣、蒙陰縣、平邑縣、費縣、沂南縣、臨沭縣）、淄博市南部的沂源縣、泰安市的新泰市、棗庄市的市轄區
轄下有五個縣，分別是臨沂縣、費縣、丞縣、沂水縣和新泰縣。

### 兗州
兗州。
行政範圍為現在山東省濟寧市大部分（除了微山縣、梁山縣、嘉祥縣）、泰安市的市轄區和寧陽縣以及萊蕪市全境。
轄下有十個縣，分別是瑕丘縣、曲阜縣、乾封縣、泗水縣、鄒縣、任城縣、龔丘縣、金鄉縣、魚台縣和萊蕪縣。

### 齊州
齊州。
行政範圍為現在山東省濟南市大部分（除了商河縣、平陰縣以外）、德州市的東南部（禹城市、臨邑縣、齊河縣）。
轄下有六個縣，分別是歷城縣、章丘縣、臨邑縣、臨濟縣、長清縣和禹城縣。

### 鄆州
鄆州。
行政範圍為現在山東省泰安市的肥城市和東平縣、濟南市西南角的平陰縣、濟寧市西部的嘉祥縣和梁山縣、菏澤市東部的巨野縣和鄆城縣、聊城市南部的陽穀縣和東阿縣。 
轄下有九個縣，分別是須昌縣、壽張縣、鄆城縣、鉅野縣、盧縣、平陰縣、東阿縣、陽穀縣和中都縣。

### 棣州
棣州。武德四年（621）所置，八年（625）時廢州，但是貞觀十七年（643）的時候又重新設置。
行政範圍為現在山東省濱州市轄下的濱城區、沾化縣、惠民縣、陽信縣、濟南市的商河縣、東營市利津縣。
轄下有五個縣，分別是厭次縣、商河縣、陽信縣、蒲台縣和渤海縣。

### 淄州
淄州，武德元年（618）從齊州分出。
行政範圍為現在山東省淄博市大部分（除了沂源縣以外）、濱州市鄒平縣。
轄下有四個縣，分別是淄川縣、長山縣、高苑縣和鄒平縣。

### 青州
青州。
行政範圍為現在山東省濰坊市北部（包含其市區、壽光市、青州市、昌邑市、昌樂縣、臨朐縣）、濱州市博興縣、東營市廣饒縣。
轄下有七個縣，分別是益都縣、臨淄縣、千乘縣、博昌縣、壽光縣、臨朐縣和北海縣。

### 密州
密州。
行政範圍為現在山東省日照市全境、青島市南部（膠州縣、膠南縣）、濰坊市南部（諸城縣、安丘縣、高密縣）、臨沂市莒南縣。
轄下有四個縣，分別是諸城县、輔唐縣、高密縣和莒縣。

### 萊州
萊州。
行政範圍為現在山東省煙臺市的南部（包括海陽市、萊州市、萊陽市、招遠縣）和青島市北部（包括市辖区、平度市、萊西市）
轄下有四個縣，分別是掖縣、昌陽縣、膠水縣和即墨縣。

### 登州
登州，武周如意元年（692）所置。由萊州北部所分出。
行政範圍為現在山東省威海市全境和煙臺市北部（芝罘區、牟平區、萊山區、福山區、龍口市、蓬萊市、棲霞市、長島縣）
轄下有四個縣，分別是蓬萊縣、牟平縣、文登縣和黃縣。